# 4,5 мм
Не смешивать с калибрами .17 HM2, .17 HMR, .17 Remington и .45

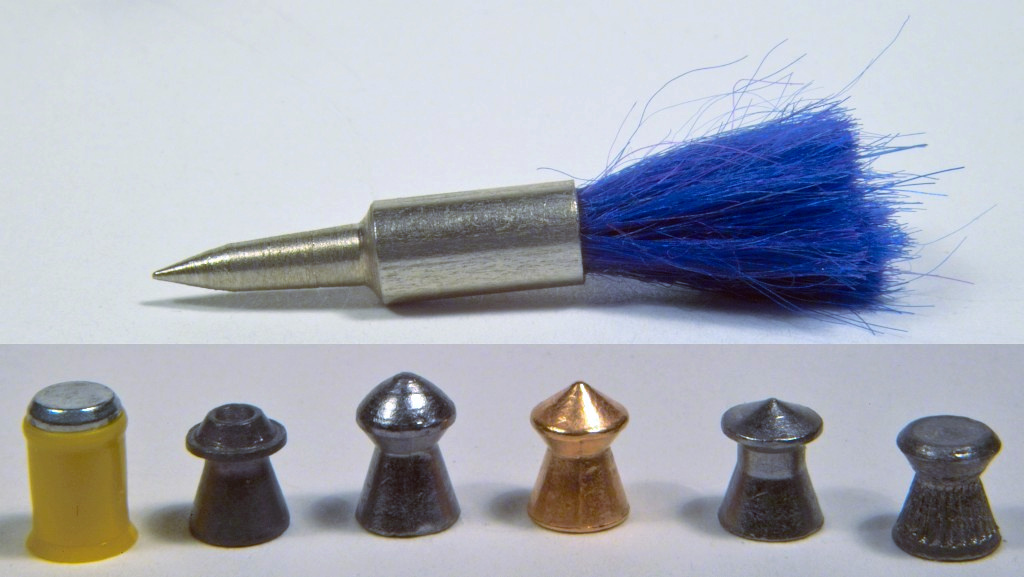
4,5-мм боеприпасы (стрелка с кисточкой и пули типа «диаболо»)

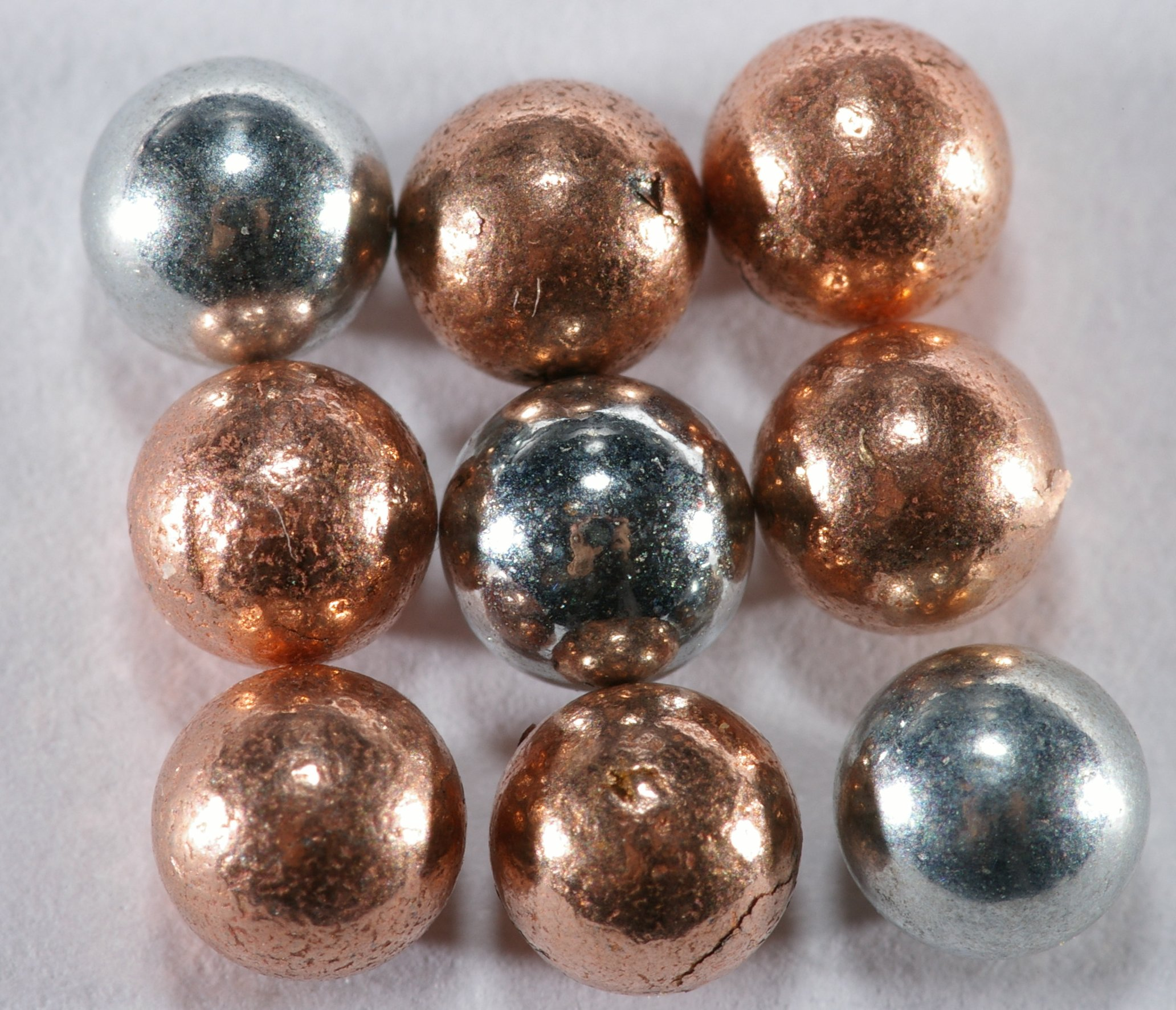
Сферические 4,5-мм пули (BB), омедненные и никелированные

4,5 мм — популярный калибр пневматического оружия, самый малый среди широко используемых. Обозначается в дюймовой системе как .177. В данном калибре выпускаются свинцовые пули различной конфигурации, стальные шарики, стрелки с кисточкой и др. Как правило, боеприпасы одноразовые, потому что при попадании в цель деформируются.

## Оружие калибра 4,5 мм
- Benelli Kite[англ.]
- Gunpower Stealth
- ИЖ-38
- Hatsan 90
- Иж-46
- МР-53М
- MP-61
- МР-512
- МР-513
- MP-514K
- МР-654К
- MP-655K
- MP-553K
- Винтовка Jäger
- Пионер-145